# Paridade
|  | Resumindo: Propriedade de ser par ou ímpar |

Barras de Cuisenaire: 5 (amarelo) não pode ser dividido igualmente por 2 (vermelho) usando barras do mesmo comprimento/cor, enquanto 6 (verde escuro) pode ser dividido igualmente por 2 usando três barras (verde-limão).

Na matemática, paridade é a propriedade de um inteiro de ser par ou ímpar. Um número inteiro é par se for divisível por 2, e ímpar se não for. Por exemplo, −4, 0 e 82 são números pares, enquanto −3, 5, 23 e 69 são números ímpares.
A definição acima de paridade aplica-se apenas a números inteiros, portanto, não pode ser aplicada a números com decimais ou frações como 1/2 ou 4,6978. Consulte a seção "Matemática superior" abaixo para algumas extensões da noção de paridade a uma classe maior de "números" ou em outros contextos mais gerais.
Números pares e ímpares têm paridades opostas, por exemplo, 22 (número par) e 13 (número ímpar) têm paridades opostas. Em particular, a paridade do zero é par. Quaisquer dois inteiros consecutivos têm paridades opostas. Um número (isto é, inteiro) expresso no sistema decimal é par ou ímpar dependendo de seu último dígito ser par ou ímpar. Ou seja, se o último dígito for 1, 3, 5, 7 ou 9, então é ímpar; caso contrário, é par — já que o último dígito de qualquer número par é 0, 2, 4, 6 ou 8. A mesma ideia funciona usando qualquer base par. Em particular, um número expresso no sistema binário é ímpar se seu último dígito for 1; e é par se seu último dígito for 0. Em uma base ímpar, o número é par conforme a soma de seus dígitos — é par se, e somente se, a soma dos seus dígitos for par.

## Definição
Um número par é um inteiro da forma
{\displaystyle x=2k}
onde k é um inteiro; um número ímpar é um inteiro da forma
{\displaystyle x=2k+1.}
Uma definição equivalente é que um número par é divisível por 2:
{\displaystyle 2\ |\ x}
e um número ímpar não é:
{\displaystyle 2ot|\ x}
Os conjuntos de números pares e ímpares podem ser definidos como a seguir:
{\displaystyle \{2k:k\in \mathbb {Z} \}}
{\displaystyle \{2k+1:k\in \mathbb {Z} \}}
O conjunto dos números pares é um ideal primo de {\displaystyle \mathbb {Z} } e o anel quociente {\displaystyle \mathbb {Z} /2\mathbb {Z} } é o corpo finito com dois elementos. A paridade pode então ser definida como o único homomorfismo de anéis de {\displaystyle \mathbb {Z} } para {\displaystyle \mathbb {Z} /2\mathbb {Z} }, onde os números ímpares são mapeados em 1 e os pares em 0. As consequências deste homomorfismo são abordadas abaixo.

## Propriedades
As seguintes leis podem ser verificadas usando as propriedades da divisibilidade. Elas são um caso especial das regras em aritmética modular, e são comumente usadas para verificar se uma igualdade é provavelmente correta testando a paridade de cada lado. Como na aritmética usual, multiplicação e adição são comutativas e associativas na aritmética módulo 2, e a multiplicação é distributiva em relação à adição. Entretanto, na aritmética módulo 2 a subtração é idêntica à adição, assim a subtração também possui essas propriedades, o que não ocorre na aritmética usual com números inteiros.

### Adição e subtração
- par ± par = par;[1]
- par ± ímpar = ímpar;[1]
- ímpar ± ímpar = par;[1]

### Multiplicação
- par × par = par;[1]
- par × ímpar = par;[1]
- ímpar × ímpar = ímpar;[1]

Pela construção apresentada na seção anterior, a estrutura ({par, ímpar}, +, ×) é de fato o corpo com dois elementos.

### Divisão
A divisão de dois números inteiros nem sempre resulta em um número inteiro. Por exemplo, 1 dividido por 4 é igual a 1/4, que não é nem par nem ímpar, pois os conceitos de par e ímpar só se aplicam a números inteiros. Mas quando o quociente é um número inteiro, ele será par se e somente se o dividendo tiver mais fatores primos de dois do que o divisor.

## História
Os antigos gregos consideravam 1, a monad, nem totalmente ímpar nem totalmente par. Parte desse sentimento persistiu até o século XIX: o livro A Educação do Homem, de Friedrich Wilhelm August Fröbel, publicado em 1826, instrui o professor a treinar os alunos com a afirmação de que 1 não é nem par nem ímpar, à qual Fröbel acrescenta a reflexão filosófica

## Matemática superior

### Dimensões superiores e classes mais gerais de números
|   | a | b | c | d | e | f | g | h |   |
| 8 | c8 black cross · e8 black cross · b7 black cross · f7 black cross · d6 preto cavalo · b5 black cross · f5 black cross · c4 black cross · e4 black cross · c1 branco bispo · f1 branco bispo | c8 black cross · e8 black cross · b7 black cross · f7 black cross · d6 preto cavalo · b5 black cross · f5 black cross · c4 black cross · e4 black cross · c1 branco bispo · f1 branco bispo | c8 black cross · e8 black cross · b7 black cross · f7 black cross · d6 preto cavalo · b5 black cross · f5 black cross · c4 black cross · e4 black cross · c1 branco bispo · f1 branco bispo | c8 black cross · e8 black cross · b7 black cross · f7 black cross · d6 preto cavalo · b5 black cross · f5 black cross · c4 black cross · e4 black cross · c1 branco bispo · f1 branco bispo | c8 black cross · e8 black cross · b7 black cross · f7 black cross · d6 preto cavalo · b5 black cross · f5 black cross · c4 black cross · e4 black cross · c1 branco bispo · f1 branco bispo | c8 black cross · e8 black cross · b7 black cross · f7 black cross · d6 preto cavalo · b5 black cross · f5 black cross · c4 black cross · e4 black cross · c1 branco bispo · f1 branco bispo | c8 black cross · e8 black cross · b7 black cross · f7 black cross · d6 preto cavalo · b5 black cross · f5 black cross · c4 black cross · e4 black cross · c1 branco bispo · f1 branco bispo | c8 black cross · e8 black cross · b7 black cross · f7 black cross · d6 preto cavalo · b5 black cross · f5 black cross · c4 black cross · e4 black cross · c1 branco bispo · f1 branco bispo | 8 |
| 7 | c8 black cross · e8 black cross · b7 black cross · f7 black cross · d6 preto cavalo · b5 black cross · f5 black cross · c4 black cross · e4 black cross · c1 branco bispo · f1 branco bispo | c8 black cross · e8 black cross · b7 black cross · f7 black cross · d6 preto cavalo · b5 black cross · f5 black cross · c4 black cross · e4 black cross · c1 branco bispo · f1 branco bispo | c8 black cross · e8 black cross · b7 black cross · f7 black cross · d6 preto cavalo · b5 black cross · f5 black cross · c4 black cross · e4 black cross · c1 branco bispo · f1 branco bispo | c8 black cross · e8 black cross · b7 black cross · f7 black cross · d6 preto cavalo · b5 black cross · f5 black cross · c4 black cross · e4 black cross · c1 branco bispo · f1 branco bispo | c8 black cross · e8 black cross · b7 black cross · f7 black cross · d6 preto cavalo · b5 black cross · f5 black cross · c4 black cross · e4 black cross · c1 branco bispo · f1 branco bispo | c8 black cross · e8 black cross · b7 black cross · f7 black cross · d6 preto cavalo · b5 black cross · f5 black cross · c4 black cross · e4 black cross · c1 branco bispo · f1 branco bispo | c8 black cross · e8 black cross · b7 black cross · f7 black cross · d6 preto cavalo · b5 black cross · f5 black cross · c4 black cross · e4 black cross · c1 branco bispo · f1 branco bispo | c8 black cross · e8 black cross · b7 black cross · f7 black cross · d6 preto cavalo · b5 black cross · f5 black cross · c4 black cross · e4 black cross · c1 branco bispo · f1 branco bispo | 7 |
| 6 | c8 black cross · e8 black cross · b7 black cross · f7 black cross · d6 preto cavalo · b5 black cross · f5 black cross · c4 black cross · e4 black cross · c1 branco bispo · f1 branco bispo | c8 black cross · e8 black cross · b7 black cross · f7 black cross · d6 preto cavalo · b5 black cross · f5 black cross · c4 black cross · e4 black cross · c1 branco bispo · f1 branco bispo | c8 black cross · e8 black cross · b7 black cross · f7 black cross · d6 preto cavalo · b5 black cross · f5 black cross · c4 black cross · e4 black cross · c1 branco bispo · f1 branco bispo | c8 black cross · e8 black cross · b7 black cross · f7 black cross · d6 preto cavalo · b5 black cross · f5 black cross · c4 black cross · e4 black cross · c1 branco bispo · f1 branco bispo | c8 black cross · e8 black cross · b7 black cross · f7 black cross · d6 preto cavalo · b5 black cross · f5 black cross · c4 black cross · e4 black cross · c1 branco bispo · f1 branco bispo | c8 black cross · e8 black cross · b7 black cross · f7 black cross · d6 preto cavalo · b5 black cross · f5 black cross · c4 black cross · e4 black cross · c1 branco bispo · f1 branco bispo | c8 black cross · e8 black cross · b7 black cross · f7 black cross · d6 preto cavalo · b5 black cross · f5 black cross · c4 black cross · e4 black cross · c1 branco bispo · f1 branco bispo | c8 black cross · e8 black cross · b7 black cross · f7 black cross · d6 preto cavalo · b5 black cross · f5 black cross · c4 black cross · e4 black cross · c1 branco bispo · f1 branco bispo | 6 |
| 5 | c8 black cross · e8 black cross · b7 black cross · f7 black cross · d6 preto cavalo · b5 black cross · f5 black cross · c4 black cross · e4 black cross · c1 branco bispo · f1 branco bispo | c8 black cross · e8 black cross · b7 black cross · f7 black cross · d6 preto cavalo · b5 black cross · f5 black cross · c4 black cross · e4 black cross · c1 branco bispo · f1 branco bispo | c8 black cross · e8 black cross · b7 black cross · f7 black cross · d6 preto cavalo · b5 black cross · f5 black cross · c4 black cross · e4 black cross · c1 branco bispo · f1 branco bispo | c8 black cross · e8 black cross · b7 black cross · f7 black cross · d6 preto cavalo · b5 black cross · f5 black cross · c4 black cross · e4 black cross · c1 branco bispo · f1 branco bispo | c8 black cross · e8 black cross · b7 black cross · f7 black cross · d6 preto cavalo · b5 black cross · f5 black cross · c4 black cross · e4 black cross · c1 branco bispo · f1 branco bispo | c8 black cross · e8 black cross · b7 black cross · f7 black cross · d6 preto cavalo · b5 black cross · f5 black cross · c4 black cross · e4 black cross · c1 branco bispo · f1 branco bispo | c8 black cross · e8 black cross · b7 black cross · f7 black cross · d6 preto cavalo · b5 black cross · f5 black cross · c4 black cross · e4 black cross · c1 branco bispo · f1 branco bispo | c8 black cross · e8 black cross · b7 black cross · f7 black cross · d6 preto cavalo · b5 black cross · f5 black cross · c4 black cross · e4 black cross · c1 branco bispo · f1 branco bispo | 5 |
| 4 | c8 black cross · e8 black cross · b7 black cross · f7 black cross · d6 preto cavalo · b5 black cross · f5 black cross · c4 black cross · e4 black cross · c1 branco bispo · f1 branco bispo | c8 black cross · e8 black cross · b7 black cross · f7 black cross · d6 preto cavalo · b5 black cross · f5 black cross · c4 black cross · e4 black cross · c1 branco bispo · f1 branco bispo | c8 black cross · e8 black cross · b7 black cross · f7 black cross · d6 preto cavalo · b5 black cross · f5 black cross · c4 black cross · e4 black cross · c1 branco bispo · f1 branco bispo | c8 black cross · e8 black cross · b7 black cross · f7 black cross · d6 preto cavalo · b5 black cross · f5 black cross · c4 black cross · e4 black cross · c1 branco bispo · f1 branco bispo | c8 black cross · e8 black cross · b7 black cross · f7 black cross · d6 preto cavalo · b5 black cross · f5 black cross · c4 black cross · e4 black cross · c1 branco bispo · f1 branco bispo | c8 black cross · e8 black cross · b7 black cross · f7 black cross · d6 preto cavalo · b5 black cross · f5 black cross · c4 black cross · e4 black cross · c1 branco bispo · f1 branco bispo | c8 black cross · e8 black cross · b7 black cross · f7 black cross · d6 preto cavalo · b5 black cross · f5 black cross · c4 black cross · e4 black cross · c1 branco bispo · f1 branco bispo | c8 black cross · e8 black cross · b7 black cross · f7 black cross · d6 preto cavalo · b5 black cross · f5 black cross · c4 black cross · e4 black cross · c1 branco bispo · f1 branco bispo | 4 |
| 3 | c8 black cross · e8 black cross · b7 black cross · f7 black cross · d6 preto cavalo · b5 black cross · f5 black cross · c4 black cross · e4 black cross · c1 branco bispo · f1 branco bispo | c8 black cross · e8 black cross · b7 black cross · f7 black cross · d6 preto cavalo · b5 black cross · f5 black cross · c4 black cross · e4 black cross · c1 branco bispo · f1 branco bispo | c8 black cross · e8 black cross · b7 black cross · f7 black cross · d6 preto cavalo · b5 black cross · f5 black cross · c4 black cross · e4 black cross · c1 branco bispo · f1 branco bispo | c8 black cross · e8 black cross · b7 black cross · f7 black cross · d6 preto cavalo · b5 black cross · f5 black cross · c4 black cross · e4 black cross · c1 branco bispo · f1 branco bispo | c8 black cross · e8 black cross · b7 black cross · f7 black cross · d6 preto cavalo · b5 black cross · f5 black cross · c4 black cross · e4 black cross · c1 branco bispo · f1 branco bispo | c8 black cross · e8 black cross · b7 black cross · f7 black cross · d6 preto cavalo · b5 black cross · f5 black cross · c4 black cross · e4 black cross · c1 branco bispo · f1 branco bispo | c8 black cross · e8 black cross · b7 black cross · f7 black cross · d6 preto cavalo · b5 black cross · f5 black cross · c4 black cross · e4 black cross · c1 branco bispo · f1 branco bispo | c8 black cross · e8 black cross · b7 black cross · f7 black cross · d6 preto cavalo · b5 black cross · f5 black cross · c4 black cross · e4 black cross · c1 branco bispo · f1 branco bispo | 3 |
| 2 | c8 black cross · e8 black cross · b7 black cross · f7 black cross · d6 preto cavalo · b5 black cross · f5 black cross · c4 black cross · e4 black cross · c1 branco bispo · f1 branco bispo | c8 black cross · e8 black cross · b7 black cross · f7 black cross · d6 preto cavalo · b5 black cross · f5 black cross · c4 black cross · e4 black cross · c1 branco bispo · f1 branco bispo | c8 black cross · e8 black cross · b7 black cross · f7 black cross · d6 preto cavalo · b5 black cross · f5 black cross · c4 black cross · e4 black cross · c1 branco bispo · f1 branco bispo | c8 black cross · e8 black cross · b7 black cross · f7 black cross · d6 preto cavalo · b5 black cross · f5 black cross · c4 black cross · e4 black cross · c1 branco bispo · f1 branco bispo | c8 black cross · e8 black cross · b7 black cross · f7 black cross · d6 preto cavalo · b5 black cross · f5 black cross · c4 black cross · e4 black cross · c1 branco bispo · f1 branco bispo | c8 black cross · e8 black cross · b7 black cross · f7 black cross · d6 preto cavalo · b5 black cross · f5 black cross · c4 black cross · e4 black cross · c1 branco bispo · f1 branco bispo | c8 black cross · e8 black cross · b7 black cross · f7 black cross · d6 preto cavalo · b5 black cross · f5 black cross · c4 black cross · e4 black cross · c1 branco bispo · f1 branco bispo | c8 black cross · e8 black cross · b7 black cross · f7 black cross · d6 preto cavalo · b5 black cross · f5 black cross · c4 black cross · e4 black cross · c1 branco bispo · f1 branco bispo | 2 |
| 1 | c8 black cross · e8 black cross · b7 black cross · f7 black cross · d6 preto cavalo · b5 black cross · f5 black cross · c4 black cross · e4 black cross · c1 branco bispo · f1 branco bispo | c8 black cross · e8 black cross · b7 black cross · f7 black cross · d6 preto cavalo · b5 black cross · f5 black cross · c4 black cross · e4 black cross · c1 branco bispo · f1 branco bispo | c8 black cross · e8 black cross · b7 black cross · f7 black cross · d6 preto cavalo · b5 black cross · f5 black cross · c4 black cross · e4 black cross · c1 branco bispo · f1 branco bispo | c8 black cross · e8 black cross · b7 black cross · f7 black cross · d6 preto cavalo · b5 black cross · f5 black cross · c4 black cross · e4 black cross · c1 branco bispo · f1 branco bispo | c8 black cross · e8 black cross · b7 black cross · f7 black cross · d6 preto cavalo · b5 black cross · f5 black cross · c4 black cross · e4 black cross · c1 branco bispo · f1 branco bispo | c8 black cross · e8 black cross · b7 black cross · f7 black cross · d6 preto cavalo · b5 black cross · f5 black cross · c4 black cross · e4 black cross · c1 branco bispo · f1 branco bispo | c8 black cross · e8 black cross · b7 black cross · f7 black cross · d6 preto cavalo · b5 black cross · f5 black cross · c4 black cross · e4 black cross · c1 branco bispo · f1 branco bispo | c8 black cross · e8 black cross · b7 black cross · f7 black cross · d6 preto cavalo · b5 black cross · f5 black cross · c4 black cross · e4 black cross · c1 branco bispo · f1 branco bispo | 1 |
|   | a | b | c | d | e | f | g | h |   |

Coordenadas inteiras de pontos em espaço euclidianos de duas ou mais dimensões também têm uma paridade, geralmente definida como a paridade da soma das coordenadas. Por exemplo, o reticulado cúbico de face centrada e suas generalizações em dimensões superiores (os reticulados Dn) consistem em todos os pontos inteiros cujas coordenadas têm soma par. Esse recurso também se manifesta no xadrez, onde a paridade de uma casa é indicada por sua cor: bispos estão restritos a movimentos entre casas da mesma paridade, enquanto cavalos alternam entre paridades nos seus movimentos. Essa forma de paridade foi famosamente usada para resolver o problema do tabuleiro mutilado: se forem removidas duas casas de cantos opostos de um tabuleiro de xadrez, o tabuleiro restante não poderá ser coberto por dominós, porque cada dominó cobre uma casa de cada paridade e haverá duas casas a mais de uma paridade em relação à outra.
A paridade de um número ordinal pode ser definida como par se o número for um ordinal limite, ou um ordinal limite mais um número par finito, e ímpar caso contrário.
Seja R um anel comutativo e seja I um ideal de R cujo índice de um subgrupo seja 2. Os elementos da classe lateral {\displaystyle 0+I} podem ser chamados de pares, enquanto os elementos da classe {\displaystyle 1+I} podem ser chamados de ímpares.
Como exemplo, seja R = Z(2) a localização de um anel de Z no ideal primo (2). Então, um elemento de R é par ou ímpar se e somente se seu numerador for par ou ímpar em Z.

### Teoria dos números
Os números pares formam um ideal no anel dos inteiros, mas os números ímpares não — isso é claro pelo fato de que o elemento identidade para a adição, zero, é elemento dos números pares apenas. Um número inteiro é par se for congruente a 0 módulo este ideal, ou seja, se for congruente a 0 módulo 2, e ímpar se for congruente a 1 módulo 2.
Todos os números primos são ímpares, com exceção de um: o número primo 2. Todos os números perfeitos conhecidos são pares; não se sabe se existem números perfeitos ímpares.
A conjectura de Goldbach afirma que todo número par maior que 2 pode ser representado como a soma de dois números primos. Cálculos computacionais modernos mostraram que essa conjectura é verdadeira para inteiros até pelo menos 4 × 1018, mas ainda não foi encontrada uma prova matemática geral.

### Teoria dos grupos

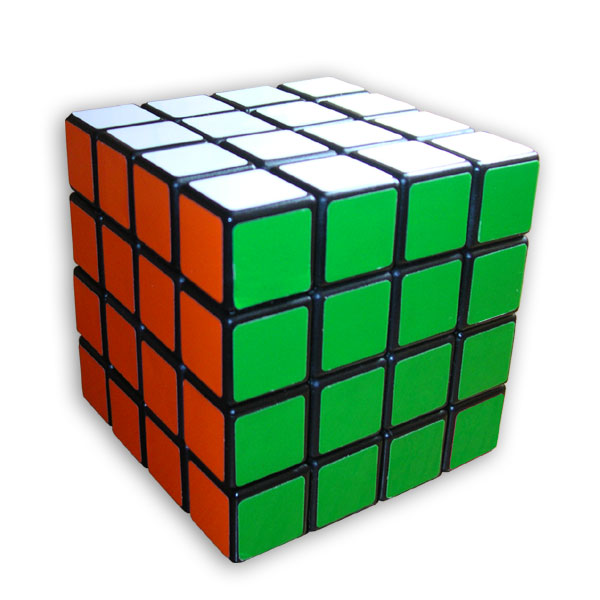
Cubo de Rubik resolvido

A paridade de uma permutação (como definido em álgebra abstrata) é a paridade do número de transposições em que a permutação pode ser decomposta. Por exemplo, (ABC) para (BCA) é par, pois pode ser feito trocando A e B e depois C e A (duas transposições). Pode-se mostrar que nenhuma permutação pode ser decomposta tanto em um número par quanto em um número ímpar de transposições. Portanto, a definição acima é adequada. No cubo de Rubik, Megaminx e outros quebra-cabeças similares, os movimentos permitem apenas permutações pares das peças, então a paridade é importante para entender o espaço de configuração desses quebra-cabeças.
O teorema de Feit–Thompson afirma que um grupo finito é sempre solúvel se sua ordem for ímpar. Este é um exemplo de números ímpares desempenhando um papel em um teorema matemático avançado onde o método de aplicação da simples hipótese de "ordem ímpar" está longe de ser óbvio.

### Análise
A paridade de uma função descreve como seus valores mudam quando seus argumentos são substituídos por seus negativos. Uma função par, como uma potência par de uma variável, dá o mesmo resultado para qualquer argumento e seu negativo. Uma função ímpar, como uma potência ímpar de uma variável, dá o negativo do resultado quando dado o negativo do argumento. É possível que uma função não seja nem par nem ímpar, e no caso f(x) = 0, ela pode ser ambas. A série de Taylor de uma função par contém apenas termos cujo expoente é par, e a série de Taylor de uma função ímpar contém apenas termos cujo expoente é ímpar.

### Teoria combinatória de jogos
Na teoria combinatória de jogos, um número mau é um número que tem uma quantidade par de 1's em sua representação binária, e um número odioso é um número que tem uma quantidade ímpar de 1's em sua representação binária; esses números desempenham um papel importante na estratégia para o jogo Kayles. A função de paridade mapeia um número para o número de 1's em sua representação binária, módulo 2, então seu valor é zero para números maus e um para números odiosos. A sequência de Thue–Morse, uma sequência infinita de 0's e 1's, tem um 0 na posição i quando i é mau, e um 1 nessa posição quando i é odioso.

## Aplicações adicionais
Na teoria da informação, um bit de paridade adicionado a um número binário fornece a forma mais simples de código de detecção de erro. Se um único bit no valor resultante for alterado, ele não terá mais a paridade correta: alterar um bit no número original dará a ele uma paridade diferente da registrada, e alterar o bit de paridade sem alterar o número do qual foi derivado novamente produzirá um resultado incorreto. Desta forma, todos os erros de transmissão de bit único podem ser detectados com segurança. Alguns códigos de detecção de erro mais sofisticados também são baseados no uso de múltiplos bits de paridade para subconjuntos dos bits do valor original codificado.
Em instrumentos de sopro com furo cilíndrico e efetivamente fechado em uma extremidade, como o clarinete na embocadura, os harmônicos produzidos são múltiplos ímpares da frequência fundamental. (Com tubos cilíndricos abertos nas duas extremidades, usados, por exemplo, em alguns registros de órgão como o diapasão aberto, os harmônicos são múltiplos pares da mesma frequência para o comprimento do tubo dado, mas isso tem o efeito de dobrar a frequência fundamental e produzir todos os múltiplos dessa nova frequência.) Veja série harmônica (música). 
Em alguns países, os números das casas são escolhidos de forma que as casas de um lado da rua tenham números pares e as do outro lado, números ímpares. Da mesma forma, entre as rodovias numeradas dos Estados Unidos, números pares indicam principalmente rodovias leste-oeste enquanto números ímpares indicam principalmente rodovias norte-sul. Entre os número de voos das companhias aéreas, números pares normalmente identificam voos para leste ou norte, e números ímpares normalmente identificam voos para oeste ou sul.